# Astana Qazaqstan Team

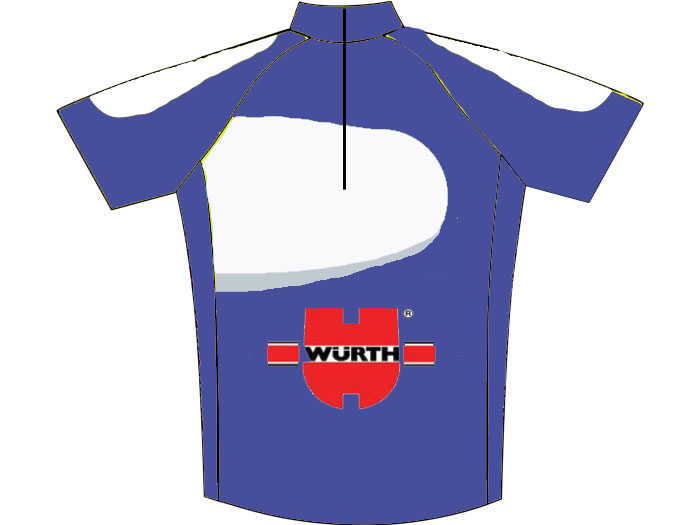
Den gamla Würth-tröjan.

Astana Qazaqstan Team (AST) är ett professionellt cykelstall som sponsras av en grupp företag i Kazakstan. Stallet har tidigare haft namnen Liberty Seguros-Würth Team, Würth Team och Astana-Würth Team. Liberty Seguros sponsrade laget från 2005, men när dopingskandalen Operación Puerto uppdagades bestämde man sig den 3 juli 2006 för att sluta sponsra stallet. 
Stallet blev även uteslutna från Tour de France 2006 eftersom flera av stallets cyklister fanns bland de dopningsanklagade i Operación Puerto. Sportdirektören Manolo Saiz blev arresterad den 23 maj 2006 efter misstankar om att köpa bloddopning, men släpptes några dagar senare.
Efter att Liberty Seguros avslutade sponsorskapet fortsatte Würth ensamma som sponsor tills det stod klart att företagare i den kazakiska huvudstaden Astana skulle ta över. 
2007 drogs stallet in i en ny skandal då storstjärnan Alexander Vinokourov åkte fast för bloddopning efter att ha vunnit en tempoetapp i Tour de France. Stallet drog sig ur tävlingen med omedelbar verkan samt ur övriga tävlingar under  augusti 2007 för att fundera på framtiden och nya etisk regler. Samtidigt som stallet beslutade sig för att ta "time-out" bestämde sig också stallets cykelsponsor, den schweiziska cykeltillverkaren BMC, för att dra sig ur samarbetet. BMC sponsrade under 2006 Phonak Hearing Systems, där bland annat dopningsmisstänkta Floyd Landis tävlade. 
I augusti 2007 blev det känt att även Vinokurovs landsman och stallkamrat, Andrej Kasjetjkin, hade testat positivt för bloddopning.
Stallet blev, trots sina problem, inbjudna till Vuelta a Espana 2007. I slutändan valde dock ledningen för tävlingen att inte låta stallet tävla. 
Efter stallets problem under säsongen 2007 tog belgaren Johan Bruyneel, den tidigare sportdirektören för det nedlagda cykelstallet Discovery Channel Pro Cycling Team, över ledarrollen för Astana. Från sitt gamla cykelstall tog han med sig åtta cyklister, vilket också innebar att många av de kazakiska cyklisterna försvann från laget. För att få bort stämpeln av ett lag med mycket dopning anslöt sig stallet också till den danska doktorn Rasmus Damsgaards antidopningprogram, vilket även det ryska stallet Team CSC följer.
Trots det blev stallet varken inbjudet till Giro d'Italia eller Tour de France. Giro d'Italia ändrade sig dock och gav grönt ljus i sista stund, varpå stallets cyklist Alberto Contador vann tävlingen. Contador vann senare under året även Vuelta a Espana. Levi Leipheimer tog brons under de Olympiska sommarspelen 2008s tempolopp.
Flera cyklister från det nedlagda stallet Discovery Channel Pro Cycling Team blev kontrakterade av stallet: Tomas Vaitkus, Sergio Paulinho, José Luis Rubiera, Vladimir Gusev, Janez Brajkovic och Chris Horner. Gamla Discovery Channel-cyklisten Paolo Savoldelli lämnade stallet. Senare under säsongen blev Vladimir Gusev sparkad från stallet på grund av vad stallet kallade oregelbundna värden. Någonting han själv förnekade.
Amerikanen Lance Armstrong gjorde comeback under säsongen 2009 och blev kontrakterad av Astana Team. Armstrong ville gärna vinna Tour de France 2009, vilket också var Alberto Contadors stora mål under säsongen och det gjorde att det blev spänningar mellan cyklisterna i stallet. 
Under säsongen 2009 hade stallet en ekonomisk kris med anledning av finanskrisen 2008–2009, som slog hårt mot Kazakstan och företagen i landet. Under Giro d'Italia 2009 valde åtta av stallets nio cyklister att cykla i tröjor utan sina sponsorerns namn i protest mot uteblivna löner, endast Andrej Zejts från Kazakstan, valde att fortsätta cykla i den ordinarie tröjan. Den 3 juni fick stallet de pengar de behövde och stallet kunde fortsätta. Under krisen talades det om att Alberto Contador, Benjamín Noval och Sergio Paulinho var på väg att lämna stallet för att istället cykla för Garmin-Slipstream under Tour de France 2009, i fall att ryktena stämde om att Armstrong skulle ta över stallet. Samtidigt blev det klart att Alexander Vinokourov tänkte återvända till cykelsporten och då till det stall som han själv varit med att skapa, Astana Team.
| ”                     | Jag har fullt stöd från Astana och det kazakiska cykelförbundet, vill Armstrong och Bruyneel inte ha med mig och göra får de lämna laget | „ |
| – Aleksandr Vinokurov | |   |

Den franska tidningen L'Equipe rapporterade om att det kazakiska cykelförbundet planerade att sparka Bruyneel, Armstrong och Levi Leipheimer, och i stället satsa på Alberto Contador och Vinokourov. Några dagar därpå meddelade Johan Bruyneel att han tänkte lämna Astana Team efter säsongen. Den 23 juli 2009, under Tour de France, meddelade Lance Armstrong att han tänkte fortsätta cykla under ett år, men samtidigt bilda ett nytt stall, Team RadioShack, där han tänkte fortsätta sin cykelkarriär. Det var troligt att Johan Bruyneel tänkte följa med amerikanen till det nyskapade stallet.
Alberto Contador vann Tour de France 2009, medan Lance Armstrong slutade trea på tävlingen efter Team Saxo Banks cyklist Andy Schleck. Under tävlingen hade det varit hårda ord mellan de två stallkamraterna och när tävlingen var över berättade Contador att han inte hade några personliga eller vänskapliga känslor för Armstrong och att han inte trodde att han någonsin skulle ha det.
Säsongen 2010 bytte Astana cyklar från Trek till Specialized.
Under perioden som italienske Vincenzo Nibali cyklade för Astana vann han Giro d'Italia 2013 och 2016, samt Tour de France 2014.

## Laguppställning

### 2017
| Laguppställning 2017                                      | Laguppställning 2017 | Laguppställning 2017          | Laguppställning 2017 |
| Namn                                                      | Födelsedatum         | Tidigare lag                  |                      |
| --------------------------------------------------------- | -------------------- | ----------------------------- | -------------------- |
| Fabio Aru                                                 | 3 juli 1990          |                               |                      |
| Peio Bilbao                                               | 25 februari 1990     | Caja Rural-Seguros RGA (2016) |                      |
| Zhandos Bizhigitov                                        | 10 juni 1991         | Vino 4-ever SKO (2016)        |                      |
| Matti Breschel                                            | 31 augusti 1984      | Cannondale-Drapac (2016)      |                      |
| Dario Cataldo                                             | 17 mars 1985         | Team Sky (2014)               |                      |
| Sergej Tjernetskij                                        | 9 april 1990         | Katusha (2016)                |                      |
| Laurens De Vreese                                         | 29 september 1988    | Wanty-Groupe Gobert (2014)    |                      |
| Daniil Fominykh                                           | 28 augusti 1991      | Astana Continental (2013)     |                      |
| Jakob Fuglsang                                            | 22 mars 1985         | RadioShack-Nissan (2012)      |                      |
| Oscar Gatto                                               | 1 januari 1985       | Tinkoff (2016)                |                      |
| Andrij Grivko                                             | 7 augusti 1983       | ISD (2009)                    |                      |
| Dmitriy Gruzdev                                           | 13 mars 1986         | Ulan (2008)                   |                      |
| Jesper Hansen                                             | 23 oktober 1990      | Tinkoff (2016)                |                      |
| Arman Kamyshev                                            | 14 mars 1991         | Astana Continental (2012)     |                      |
| Tanel Kangert                                             | 11 mars 1987         | EC Saint-Étienne Loire (2010) |                      |
| Truls Engen Korsæth                                       | 16 september 1993    | Joker Byggtorget (2016)       |                      |
| Baqtiar Qozjatajev                                        | 28 mars 1992         | Astana Continental (2014)     |                      |
| Miguel Ángel López                                        | 4 februari 1994      | Lotería de Boyacá (2014)      |                      |
| Alexej Lutsenko                                           | 7 september 1992     | Astana Continental (2012)     |                      |
| Riccardo Minali                                           | 19 april 1995        | Colpack (2016)                |                      |
| Moreno Moser                                              | 25 december 1990     | Cannondale-Drapac (2016)      |                      |
| Luis León Sánchez                                         | 24 november 1983     | Caja Rural-Seguros RGA (2014) |                      |
| Michele Scarponi (1 jan–22 apr, not)                      | 25 september 1979    | Lampre-Merida (2013)          |                      |
| Nikita Stalnow                                            | 14 september 1991    | Astana City (2016)            |                      |
| Paolo Tiralongo                                           | 8 juli 1977          | Lampre-NGC (2009)             |                      |
| Ruslan Tleubajev                                          | 3 juli 1987          | Astana Continental (2012)     |                      |
| Michael Valgren                                           | 7 februari 1992      | Tinkoff (2016)                |                      |
| Artyom Zakharov                                           | 27 oktober 1991      | Seven Rivers (2015)           |                      |
| Andrej Zejts                                              | 14 december 1986     | Capec (2005)                  |                      |
| Yevgeniy Gidich (1 aug–31 dec, trainee)                   | 19 maj 1996          | Vino-Astana Motors (2017)     |                      |
| Karl Patrick Lauk (1 aug–31 dec, trainee)                 | 9 januari 1997       | Pro Immo Nicolas Roux (2017)  |                      |
|                                                           |                      |                               |                      |
| Källor: ProCyclingStats Cycling Quotient Cycling Archives |                      |                               |                      |

not: Michele Scarponi, died during training

### 2016
| Laguppställning 2016                                      | Laguppställning 2016 | Laguppställning 2016                | Laguppställning 2016 |
| Namn                                                      | Födelsedatum         | Tidigare lag                        |                      |
| --------------------------------------------------------- | -------------------- | ----------------------------------- | -------------------- |
| Valerio Agnoli                                            | 6 januari 1985       | Liquigas-Cannondale (2012)          |                      |
| Fabio Aru                                                 | 3 juli 1990          |                                     |                      |
| Maxat Ayazbayev                                           | 27 januari 1992      | Astana Continental (2014)           |                      |
| Lars Boom                                                 | 30 december 1985     | Belkin (2014)                       |                      |
| Eros Capecchi                                             | 13 juni 1986         | Movistar Team (2015)                |                      |
| Dario Cataldo                                             | 17 mars 1985         | Team Sky (2014)                     |                      |
| Laurens De Vreese                                         | 29 september 1988    | Wanty-Groupe Gobert (2014)          |                      |
| Daniil Fominykh                                           | 28 augusti 1991      | Astana Continental (2013)           |                      |
| Jakob Fuglsang                                            | 22 mars 1985         | RadioShack-Nissan (2012)            |                      |
| Andrij Grivko                                             | 7 augusti 1983       | ISD (2009)                          |                      |
| Dmitriy Gruzdev                                           | 13 mars 1986         | Ulan (2008)                         |                      |
| Andrea Guardini                                           | 12 juni 1989         | Farnese Vini-Selle Italia (2012)    |                      |
| Arman Kamyshev                                            | 14 mars 1991         | Astana Continental (2012)           |                      |
| Tanel Kangert                                             | 11 mars 1987         | EC Saint-Étienne Loire (2010)       |                      |
| Baqtiar Qozjatajev                                        | 28 mars 1992         | Astana Continental (2014)           |                      |
| Miguel Ángel López                                        | 4 februari 1994      | Lotería de Boyacá (2014)            |                      |
| Alexej Lutsenko                                           | 7 september 1992     | Astana Continental (2012)           |                      |
| Davide Malacarne                                          | 11 juli 1987         | Team Europcar (2014)                |                      |
| Vincenzo Nibali                                           | 14 november 1984     | Liquigas-Cannondale (2012)          |                      |
| Dias Omirzakov (5 feb–31 dec)                             | 13 juli 1992         |                                     |                      |
| Diego Rosa                                                | 27 mars 1989         | Androni Giocattoli-Venezuela (2014) |                      |
| Luis León Sánchez                                         | 24 november 1983     | Caja Rural-Seguros RGA (2014)       |                      |
| Michele Scarponi                                          | 25 september 1979    | Lampre-Merida (2013)                |                      |
| Gatis Smukulis                                            | 15 april 1987        | Katusha (2015)                      |                      |
| Paolo Tiralongo                                           | 8 juli 1977          | Lampre-NGC (2009)                   |                      |
| Ruslan Tleubajev                                          | 3 juli 1987          | Astana Continental (2012)           |                      |
| Alessandro Vanotti                                        | 16 september 1980    | Liquigas-Cannondale (2012)          |                      |
| Lieuwe Westra                                             | 11 september 1982    | Vacansoleil-DCM (2013)              |                      |
| Artyom Zakharov (10 feb–31 dec)                           | 27 oktober 1991      | Seven Rivers (2015)                 |                      |
| Andrej Zejts                                              | 14 december 1986     | Capec (2005)                        |                      |
| Zhandos Bizhigitov (1 aug–31 dec, trainee)                | 10 juni 1991         | Vino 4-ever SKO (2016)              |                      |
| Nurbolat Kulimbetov (1 aug–31 dec, trainee)               | 9 maj 1992           |                                     |                      |
|                                                           |                      |                                     |                      |
| Källor: ProCyclingStats Cycling Quotient Cycling Archives |                      |                                     |                      |

### 2015
| Laguppställning 2015               | Laguppställning 2015 | Laguppställning 2015                | Laguppställning 2015 |
| Namn                               | Födelsedatum         | Tidigare lag                        |                      |
| ---------------------------------- | -------------------- | ----------------------------------- | -------------------- |
| Valerio Agnoli                     | 6 januari 1985       | Liquigas-Cannondale (2012)          |                      |
| Fabio Aru                          | 3 juli 1990          |                                     |                      |
| Maxat Ayazbayev                    | 27 januari 1992      | Astana Continental (2014)           |                      |
| Lars Boom                          | 30 december 1985     | Belkin (2014)                       |                      |
| Borut Božič                        | 8 augusti 1980       | Vacansoleil-DCM (2011)              |                      |
| Dario Cataldo                      | 17 mars 1985         | Team Sky (2014)                     |                      |
| Laurens De Vreese                  | 29 september 1988    | Wanty-Groupe Gobert (2014)          |                      |
| Alexsandr Dyachenko (1 jan–30 sep) | 17 oktober 1983      | Ulan (2008)                         |                      |
| Daniil Fominykh                    | 28 augusti 1991      | Astana Continental (2013)           |                      |
| Jakob Fuglsang                     | 22 mars 1985         | RadioShack-Nissan (2012)            |                      |
| Andrij Grivko                      | 7 augusti 1983       | ISD (2009)                          |                      |
| Dmitriy Gruzdev                    | 13 mars 1986         | Ulan (2008)                         |                      |
| Andrea Guardini                    | 12 juni 1989         | Farnese Vini-Selle Italia (2012)    |                      |
| Arman Kamyshev                     | 14 mars 1991         | Astana Continental (2012)           |                      |
| Tanel Kangert                      | 11 mars 1987         | EC Saint-Étienne Loire (2010)       |                      |
| Baqtiar Qozjatajev                 | 28 mars 1992         | Astana Continental (2014)           |                      |
| Mikel Landa                        | 13 december 1989     | Euskaltel Euskadi (2013)            |                      |
| Miguel Ángel López                 | 4 februari 1994      | Lotería de Boyacá (2014)            |                      |
| Alexej Lutsenko                    | 7 september 1992     | Astana Continental (2012)           |                      |
| Davide Malacarne                   | 11 juli 1987         | Team Europcar (2014)                |                      |
| Vincenzo Nibali                    | 14 november 1984     | Liquigas-Cannondale (2012)          |                      |
| Diego Rosa                         | 27 mars 1989         | Androni Giocattoli-Venezuela (2014) |                      |
| Luis León Sánchez                  | 24 november 1983     | Caja Rural-Seguros RGA (2014)       |                      |
| Michele Scarponi                   | 25 september 1979    | Lampre-Merida (2013)                |                      |
| Rein Taaramäe                      | 24 april 1987        | Cofidis, Solutions Crédits (2014)   |                      |
| Paolo Tiralongo                    | 8 juli 1977          | Lampre-NGC (2009)                   |                      |
| Ruslan Tleubajev                   | 3 juli 1987          | Astana Continental (2012)           |                      |
| Alessandro Vanotti                 | 16 september 1980    | Liquigas-Cannondale (2012)          |                      |
| Lieuwe Westra                      | 11 september 1982    | Vacansoleil-DCM (2013)              |                      |
| Andrej Zejts                       | 14 december 1986     | Capec (2005)                        |                      |
|                                    |                      |                                     |                      |
| Källa: ProCyclingStats             |                      |                                     |                      |

### Astana Team 2012
| Namn                    | Födelsedag | Nationalitet | Stall 2011          |
| Asan Bazajev            | 22.02.1981 | Kazakstan    |                     |
| Borut Božič             | 08.08.1980 | Slovenien    | Vacansoleil-DCM     |
| Janez Brajkovič         | 18.12.1983 | Slovenien    | Team RadioShack     |
| Aleksandr Djatjenko     | 17.10.1983 | Kazakstan    |                     |
| Dmitrij Fofonov         | 15.08.1976 | Kazakstan    |                     |
| Enrico Gasparotto       | 22.03.1982 | Italien      |                     |
| Francesco Gavazzi       | 01.08.1984 | Italien      | Lampre-ISD          |
| Andrij Hryvko           | 07.08.1983 | Ukraina      |                     |
| Dmitrij Gruzdjev        | 13.03.1986 | Kazakstan    | Neo-pro             |
| Jacopo Guarnieri        | 14.08.1987 | Italien      | Liquigas-Cannondale |
| Maksim Iglinskij        | 18.04.1981 | Kazakstan    |                     |
| Valentin Iglinskij      | 12.05.1984 | Kazakstan    |                     |
| Tanel Kangert           | 11.03.1987 | Estland      |                     |
| Andrej Kasjetjkin       | 21.03.1980 | Kazakstan    |                     |
| Fredrik Kessiakoff      | 17.05.1980 | Sverige      |                     |
| Robert Kiserlovski      | 09.08.1986 | Kroatien     |                     |
| Roman Kreuziger         | 06.05.1986 | Tjeckien     |                     |
| Francesco Masciarelli   | 05.05.1986 | Italien      |                     |
| Dmitrij Muravjov        | 02.11.1979 | Kazakstan    | Team RadioShack     |
| Jevgenij Nepomnjasjtjij | 12.03.1987 | Kazakstan    |                     |
| Jevgenij Petrov         | 25.05.1978 | Ryssland     |                     |
| Simone Ponzi            | 17.01.1987 | Italien      | Liquigas-Cannondale |
| Sergej Renev            | 03.02.1985 | Kazakstan    |                     |
| Kevin Seeldraeyers      | 12.09.1986 | Belgien      | QuickStep           |
| Jegor Silin             | 25.06.1988 | Ryssland     | Team Katusha        |
| Paolo Tiralongo         | 08.07.1977 | Italien      |                     |
| Aleksandr Vinokurov     | 16.09.1973 | Kazakstan    |                     |
| Andrej Zeits            | 14.12.1986 | Kazakstan    |                     |

### Astana Team 2011
| Namn                    | Födelsedag             | Nationalitet | Stall 2010                |
| Asan Bazajev            | 22.02.1981             | Kazakstan    | Astana                    |
| Simon Clarke            | 18.07.1986             | Australien   | ISD-Neri                  |
| Allan Davis             | 27.07.1980             | Australien   | Astana                    |
| Rémy Di Grégorio        | 31.07.1985             | Frankrike    | FDJ                       |
| Aleksandr Djatjenko     | 17.10.1983             | Kazakstan    | Astana                    |
| Dmitrij Fofonov         | 15.08.1976             | Kazakstan    | Astana                    |
| Enrico Gasparotto       | 22.03.1982             | Italien      | Astana                    |
| Maksim Gurov            | 30.01.1979             | Kazakstan    | Astana                    |
| Andrij Hryvko           | 07.08.1983             | Ukraina      | Astana                    |
| Maksim Iglinskij        | 18.04.1981             | Kazakstan    | Astana                    |
| Valentin Iglinskij      | 12.05.1984             | Kazakstan    | Astana                    |
| Josep Jufré             | 05.08.1975             | Spanien      | Astana                    |
| Tanel Kangert           | 11.03.1987             | Estland      | E.C. Saint-Etienne-Loire  |
| Andrej Kasjetjkin       | 21.03.1980             | Kazakstan    | Lampre-ISD                |
| Fredrik Kessiakoff      | 17.05.1980             | Sverige      | Garmin-Transitions        |
| Roman Kirejev           | 14.02.1987             | Kazakstan    | Astana                    |
| Robert Kiserlovski      | 09.08.1986             | Kroatien     | Liquigas-Doimo            |
| Roman Kreuziger         | 06.05.1986             | Tjeckien     | Liquigas-Doimo            |
| Mirco Lorenzetto        | 13.07.1981             | Italien      | Lampre-Farnese Vini       |
| Francesco Masciarelli   | 05.05.1986             | Italien      | Acqua & Sapone            |
| Andrej Mizurov          | 16.03.1973             | Kazakstan    | Tabriz Petrochemical Team |
| Jevgenij Nepomnjasjtjij | 12.03.1987             | Kazakstan    | Astana                    |
| Jevgenij Petrov         | 25.05.1978             | Ryssland     | Team Katusha              |
| Sergej Renev            | 03.02.1985             | Kazakstan    | Astana                    |
| Gorazd Štangelj         | 27.01.1973             | Slovenien    | Astana                    |
| Paolo Tiralongo         | 08.07.1977             | Italien      | Astana                    |
| Tomas Vaitkus           | 04.02.1982             | Litauen      | Team RadioShack           |
| Aleksandr Vinokurov     | 16.09.1973             | Kazakstan    | Astana                    |
| Andrej Zeits            | 14.12.1986             | Kazakstan    | Astana                    |
| Stagiaire               | Stagiaire              | Nationalitet | Stall 2011                |
| Dmitrij Gruzdjev        | Dmitrij Gruzdjev       | Kazakstan    |                           |
| Nazar Jumabekov         | Nazar Jumabekov        | Kazakstan    |                           |
| Aleksandr Chouchemoïne  | Aleksandr Chouchemoïne | Kazakstan    |                           |
| Ruslan Tleubajev        | Ruslan Tleubajev       | Kazakstan    |                           |

### Laguppställning 2010
| Namn                    | Födelsedag | Nationalitet | Stall 2009                    |
| Asan Bazajev            | 22.02.1981 | Kazakstan    |                               |
| Alberto Contador        | 06.12.1982 | Spanien      |                               |
| Allan Davis             | 27.07.1980 | Australien   | Quick Step                    |
| Scott Davis             | 22.04.1979 | Australien   | Fly V Australia               |
| Aleksandr Djatjenko     | 17.10.1983 | Kazakstan    |                               |
| Valerij Dmitrijev       | 10.10.1984 | Kazakstan    |                               |
| Dmitrij Fofonov         | 15.08.1976 | Kazakstan    | Ex-pro (Crédit Agricole 2008) |
| David de la Fuente      | 04.05.1981 | Spanien      | Fuji-Servetto                 |
| Enrico Gasparotto       | 22.03.1982 | Italien      | Lampre-NGC                    |
| Maksim Gurov            | 30.01.1979 | Kazakstan    | CarmioOro-A Style             |
| Andrij Hryvko           | 07.08.1983 | Ukraina      | ISD-Neri                      |
| Jesús Hernández         | 28.09.1981 | Spanien      |                               |
| Maksim Iglinskij        | 18.04.1981 | Kazakstan    |                               |
| Valentin Iglinskij      | 12.05.1984 | Kazakstan    | Ex-pro (Ulan 2008)            |
| Josep Jufré             | 05.08.1975 | Spanien      | Fuji-Servetto                 |
| Roman Kirejev           | 14.02.1987 | Kazakstan    |                               |
| Daniel Navarro          | 18.07.1983 | Spanien      |                               |
| Jevgenij Nepomnjasjtjij | 12.03.1987 | Kazakstan    | Neo-pro                       |
| Benjamín Noval          | 23.01.1979 | Spanien      |                               |
| Óscar Pereiro           | 03.08.1977 | Spanien      | Caisse d'Epargne              |
| Bolat Raimbekov         | 25.12.1986 | Kazakstan    |                               |
| Sergej Renev            | 03.02.1985 | Kazakstan    |                               |
| Mirko Selvaggi          | 11.02.1985 | Italien      | Amica Chips-Knauf             |
| Gorazd Štangelj         | 27.01.1973 | Slovenien    | Team Liquigas                 |
| Paolo Tiralongo         | 05.07.1977 | Italien      | Lampre-NGC                    |
| Aleksandr Vinokurov     | 16.09.1973 | Kazakstan    |                               |
| Andrej Zeits            | 14.12.1986 | Kazakstan    |                               |